# Auricchio
L'Auricchio est une marque de provolone, doux ou piquant, produit avec du lait entier de vache provenant des fermes agricoles proches de l'unité de production de Pieve San Giacomo en Lombardie. 

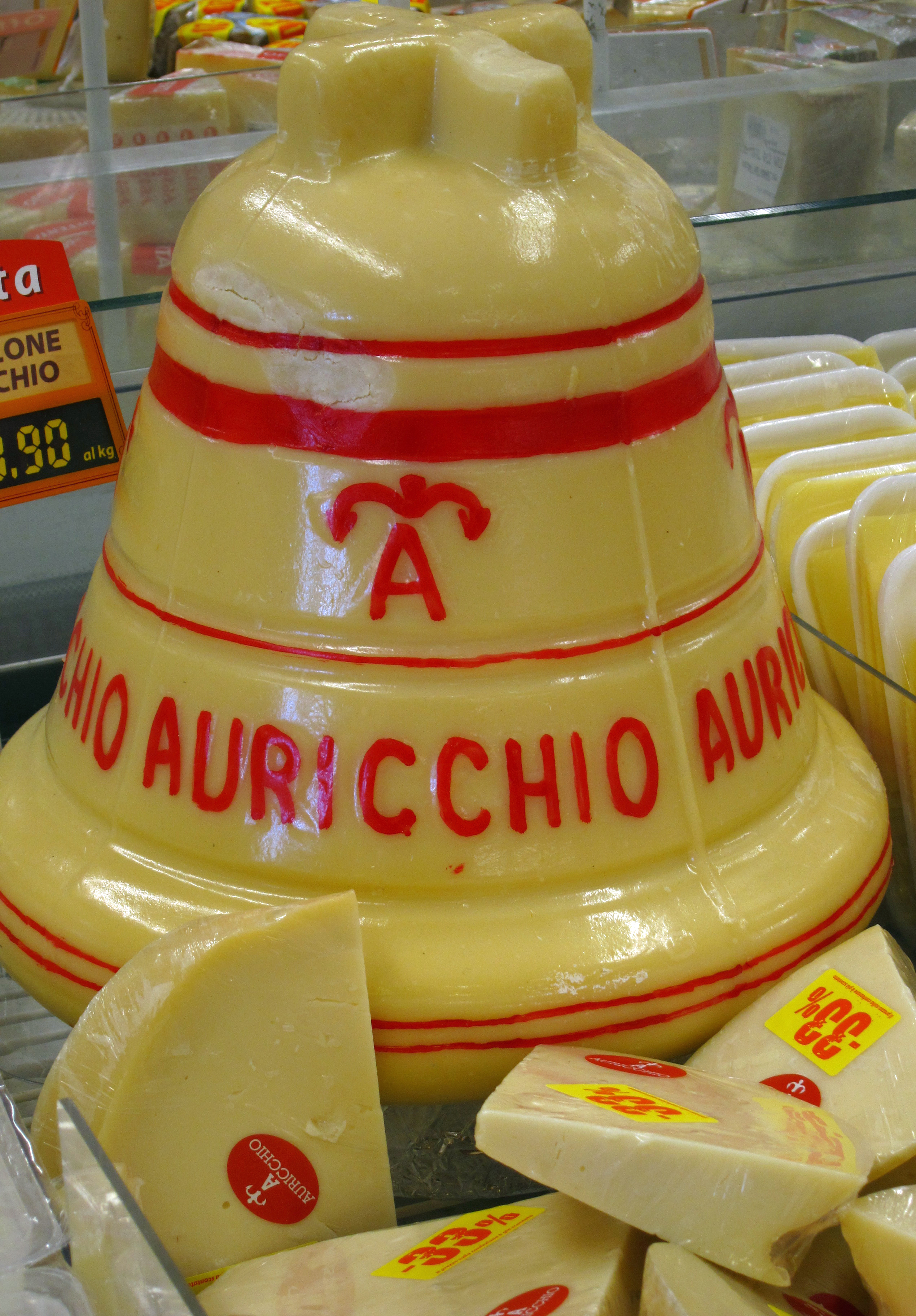
La fameuse cloche.

Son succès est dû à  la recette spéciale de Gennaro Auricchio (it) (la fressure  utilisée) qui en fait un fromage particulier et apprécié, notamment dans sa version piquante.

## Description
Commercialisé par l'entreprise homonyme, il se décline principalement sous trois formes:
- le salami de forme cylindrique
- le mandarino de forme ronde
- le gigantino  en forme de poire

Son poids varie entre 300 grammes et 100 kilos et, certains peuvent peser jusqu'à 500 kilos lors d'exposition dans les salons de la gastronomie.
Né d'une idée d'un exportateur, l'auricchio-provolone en forme de cloche, fabriquée pour les fêtes pascales est principalement destiné au marché nord-américain.
Ce fromage, comme la plupart des provolones, présente la particularité de s'être déplacé de la Campanie vers la Lombardie pour pénurie de lait dans le mezzogiorno à la fin du XXe siècle.

## Sources
- (it) Site officiel